# Hayley Wood
Hayley Wood är en skog i Storbritannien.   Den ligger i riksdelen England, i den sydöstra delen av landet, 70 km norr om huvudstaden London.